# Gagrella guttata
Gagrella guttata is een hooiwagen uit de familie Sclerosomatidae.